# Johann Gehmacher (Steinmetz, 1716)

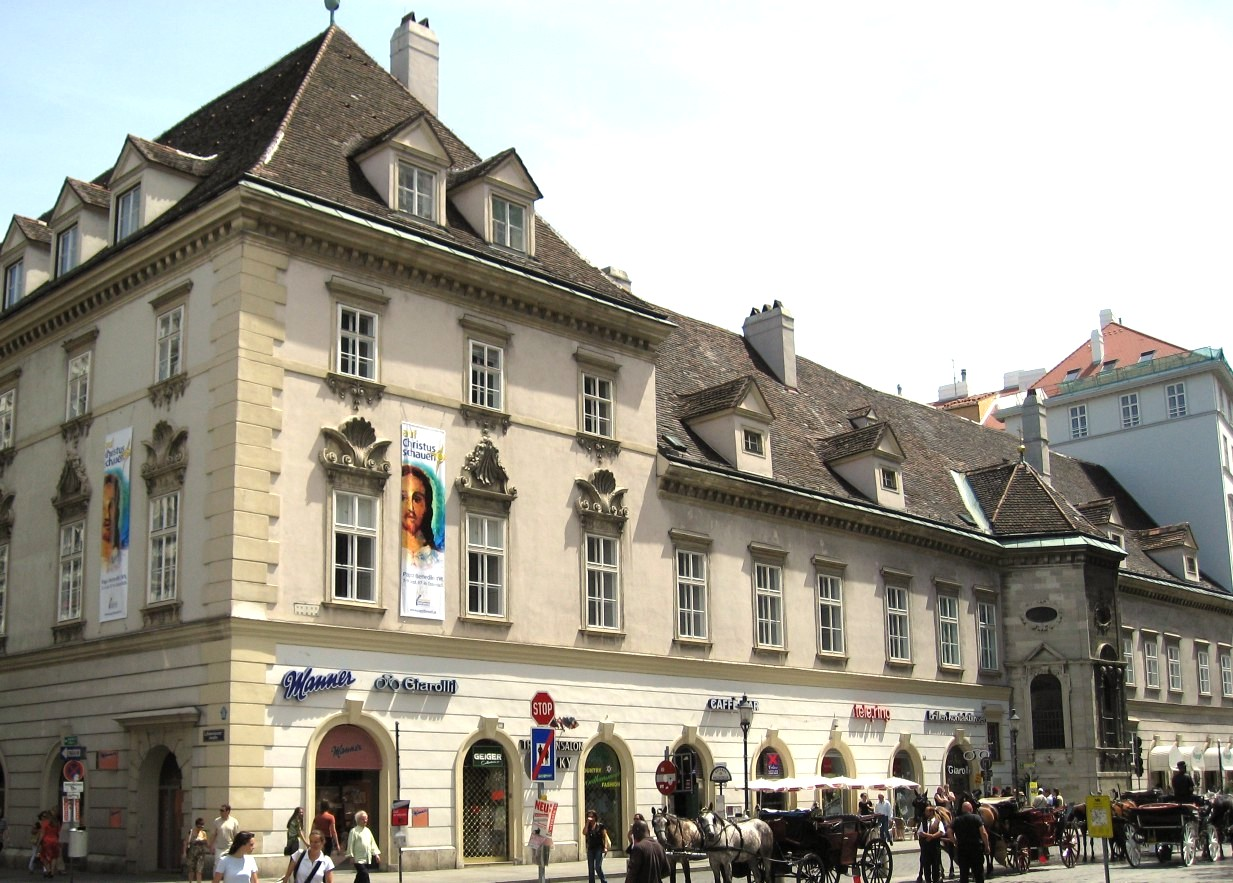
Erzbischöfliches Palais

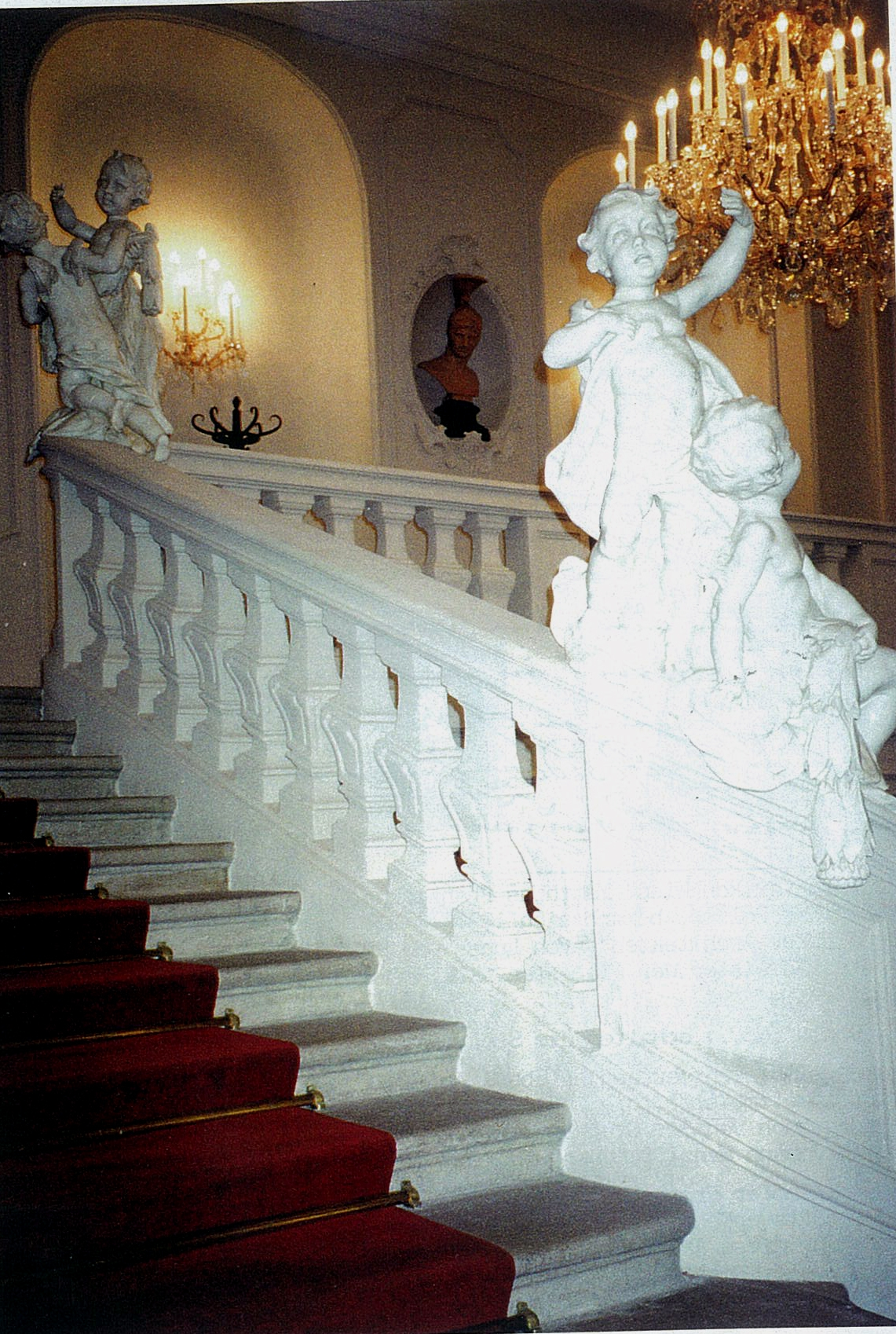
Barocke Treppe

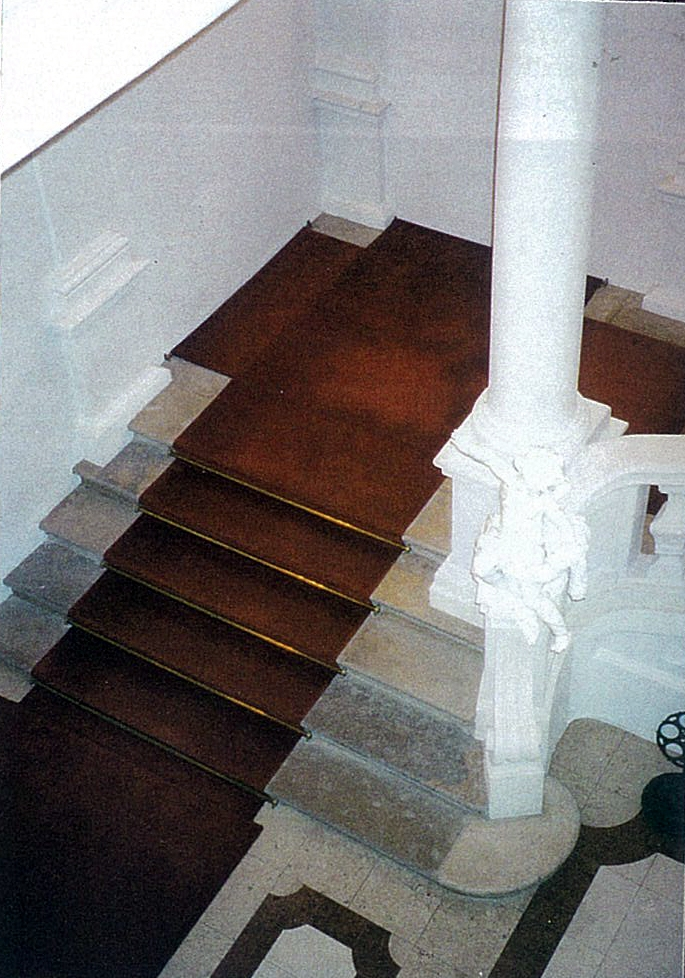
Antrittsstufen

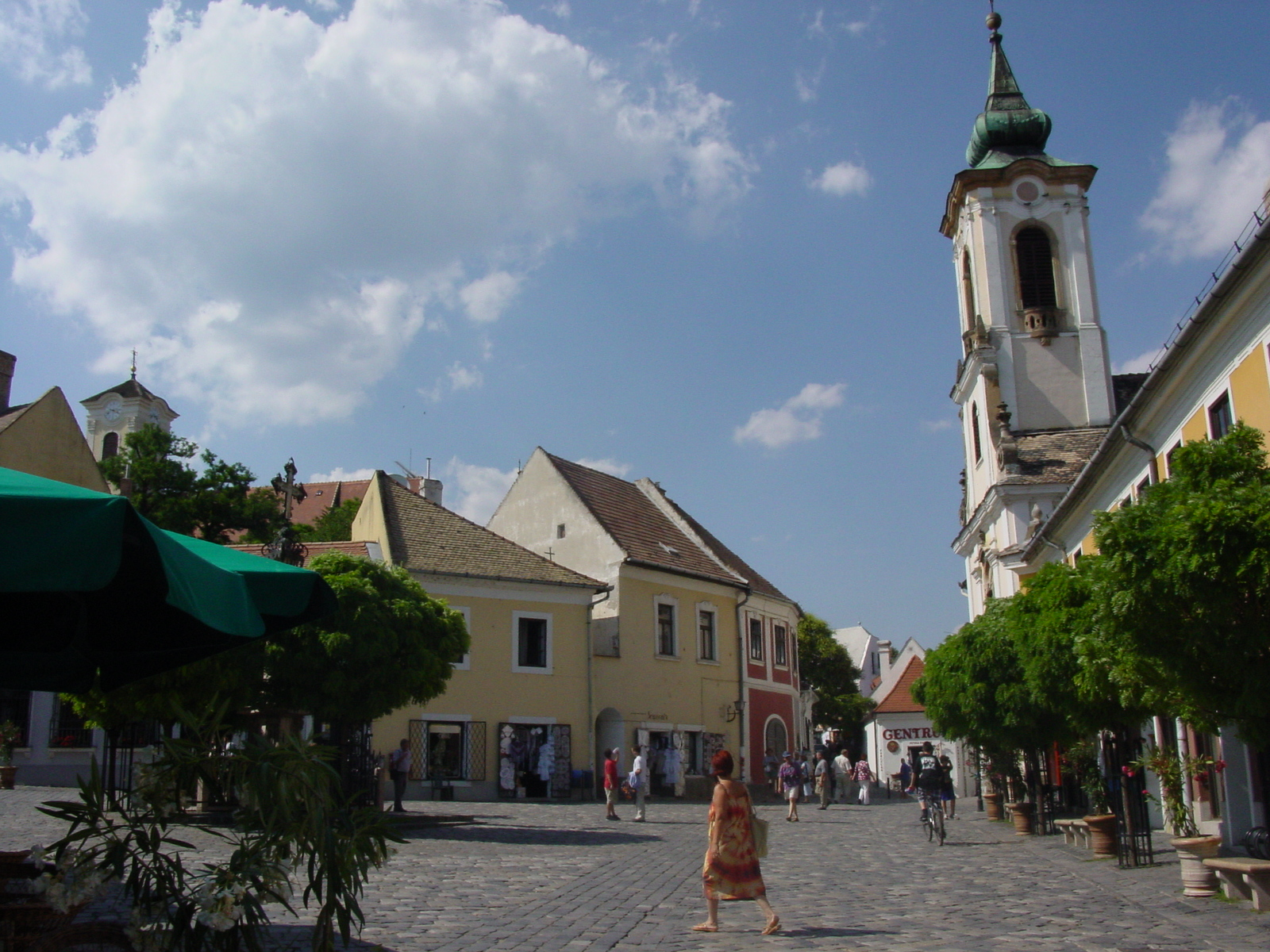
Szentendre, Hauptplatz mit Mariä Verkündigungs-Kirche

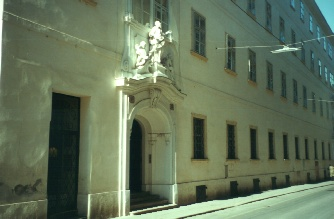
Michaelerkolleg, Portal

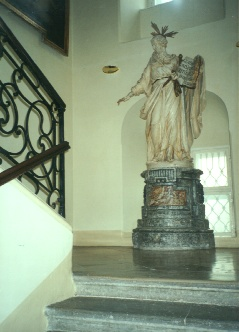
Michaelerkolleg, Prunkstiege, Kaiserstein

Johann Gehmacher (* 1716 in Holzhausen bei Salzburg; † 30. März 1782 in Kaisersteinbruch, Königreich Ungarn, heute Burgenland) war ein Salzburger Steinmetzmeister und Bildhauer. Die Familie Gehmacher ist bis in die Gegenwart in Salzburg präsent. Als Zugewanderter begründete er eine der bedeutenden Steinmetzfamilien in Kaisersteinbruch.

## Leben
Johann Gehmacher war von Geburt an Untertan von Reichsfürst Franz Anton von Harrach, des amtierenden Erzbischofs von Salzburg, der ein bedeutender Bauherr war und die Architekten Johann Bernhard Fischer von Erlach, Joseph Emanuel Fischer von Erlach und Johann Lucas von Hildebrandt in Salzburg mit Aufträgen versah.

### Steinmetzlehre
Der Knabe lernte das Steinmetzhandwerk in der Wiener Haupthütte und wurde am 17. September 1741 vor offener Lade durch den Meister Jacob Jäger zum Gesellen freigesprochen.

#### Anmerkung
Das Bruderschaftsbuch der Steinmetzen und Maurer in der Dombauhütte zu St. Stephan in Wien, in dem Meister, Aufdingungen, Freisprechungen zum Gesellen, aufgeschrieben sind, gibt einen Eindruck vom häufigen Ortswechsel der Steinmetzen. Die großen Haupthütten waren in Straßburg, Köln, Bern, Zürich, Wien und Wiener Neustadt im kaiserlichen Steinbruch am Leithaberg.
Fünf Jahre später, am 20. November 1746, erwarb der Steinmetz im kaiserlichen Steinbruch am Leithaberg nahe bei Wien den Besitz des verstorbenen Steinmetzmeisters Franz Trumler, einen Steinbruch samt zwei Häusern. Das zeigt eine gewisse finanzielle Unabhängigkeit, denn meist gelangte man durch Heirat in die Steinmetzbruderschaft.

### Heirat
Diese Unabhängigkeit dokumentierte sich auch darin, dass der junge Meister in der Kaisersteinbrucher Kirche am 13. August 1749 die 22-jährige Wienerin Elisabeth Kazisbergerin, Baumeisterstochter von Bartholomäus, Baumeister in der Vorstadt und Mutter Magdalena, heiratete. Trauzeugen waren Johann Baptist Regondi, Richter und Steinmetzmeister und Carl Mayer, königlicher Dreißiger im kaiserlichen Steinbruch. Durch diese Heirat waren Wiener Steinmetzaufträge gesichert. Am 16. März 1756 starb Elisabeth.
Das Inventarium belegt ihre Fähigkeit der Buchführung, zeigt die Tätigkeit in Wien durch Außenstände der Steinmetzmeister Gabriel Steinböck, Franz Joseph Steinböck, Franz Wasserburger und Georg Andreas Högl, ein Neffe von Hof-Steinmetzmeister Elias Hügel. In der Kirche in Klein-Schwechat wurden Arbeiten durchgeführt.
Am 4. Mai 1756 heiratete er die 18-jährige Theresia Turinsky in der Kapelle von Schloss Königshof, dem Sitz der herrschaftlichen Verwaltung.

### Söhne

#### Johann Gehmacher jun.
- 19. September 1751: Johann jun., Mutter Elisabeth, lernte das Steinmetzhandwerk bei Meister Carl Wasserburger in der Wiener Bauhütte[7] und wurde 1772 freigesprochen.
- In Mauthausen eröffnete er 1781 den „Heinrichsbruch“.

#### Malachias Gehmacher
- 10. März 1757: Joseph, Mutter Theresia, legte 1781 im Stift Heiligenkreuz als Pater Malachias die Gelübde ab, wurde Priester.

#### Fabian Gehmacher
- 15. Jänner 1759: Anton, wurde 1779 bei den Serviten im Servitenkloster Jeutendorf als Fabian eingekleidet, 1785 Priester.

#### Michael Gehmacher
- 22. Februar 1763: Michael, lernte das Steinmetzhandwerk, war 1793 bis 1808 Richter. Als Meister und Kirchvater errichtete und stiftete er 1790 eine Mensa für den Hochaltar der Kaisersteinbrucher Kirche.

#### Carl Gehmacher
- 25. Februar 1766: Carl, lernte das Steinmetzhandwerk, war 1820 bis 1830 Richter.

1761/1762 erwarb der Meister zwei Steinbrüche, einen von Maria Regina Synnin, den anderen nach Ableben des Johann Baptist Regondi. 1766 kam Regondis gesamter Besitz, Steinbrüche und Häuser samt Gärten, in den Besitz des Ehepaares. Gehmacher war der Erste in Kaisersteinbruch.

## Richteramt 1766–1777
Im Jahre 1747 wurde Richter Joseph Winkler mit 82 Jahren ehrenvoll aus dem Amt entlassen und Johann Baptist Regondi zum Nachfolger bestimmt. Dieser war der letzte „Regondi“, ein Italiener der dritten Generation in Kaisersteinbruch. Für eine zweite Amtsperiode amtierte 1750/1751 Hof-Steinmetzmeister Elias Hügel. Ihm folgte Johann Michael Strickner und 1766 wählte die Bruderschaft Johann Gehmacher. Es war eine ungeschriebene Regel, dass Zuwanderer das Richteramt ausübten, entweder durch Heirat der Richters-Witwe oder durch erfolgreich gelebte Unabhängigkeit.
Bis 1777 war er amtierender Richter, ihm folgte mit dem Webermeister Gregor Nagl erstmals kein Steinmetz. Gehmacher starb am 30. März 1782 mit 66 Jahren. Im Grundbuch ist die gesamte Wirtschaft auf die Witwe eingetragen. Das waren zwei Steinbrüche, drei Häuser, Obst-, Kraut- und Waldgarten. Theresia starb am 25. Jänner 1820 mit 82 Jahren.

### Meister des Kaisersteinbrucher Steinmetzhandwerkes
Gehmacher amtierte als Richter von 1766 bis 1777, seine Mitmeister dieser Jahre im Handwerk der Steinmetzen und Maurer in Kaisersteinbruch waren Johann Michael Strickner, Joseph Annon, Joseph Stockmayer, Johann Cassar, Franz Leopold Winkler.

## Werke
- 1751: Wien, Erzbischöfliches Palais, Hof-Baumeister Matthias Franziskus Gerl, Lieferung von Stiegenstufen der großen Treppe.
- Verwendung von Kaiserstein als Baumaterial#Kaiserstein für Fürstbischof Philipp Graf Breuner, das Erzbischöfliche Palais in Wien
- 1752–1755: Szentendre (St. Andreas), Mariä Verkündigungs-Kirche, nach Plänen von Andreas Mayerhoffer, dem aus Salzburg stammenden Führer der Pester Baumeistergilde errichtet. Steinmetzarbeiten führte der in Kaisersteinbruch tätige Salzburger Johann Gehmacher durch. Steintransport über die Donau.
- 1752–1756: Preßburg, Bau der Königlich Ungarischen Hofkammer, Auftrag von Königin Maria Theresia, Hofbaumeister Giovanni Battista Martinelli, Meister Johann Gehmacher lieferte Steinmetzarbeiten für Portal, Balkonplatten und die große Vierpfeilertreppe.
- Verwendung von Kaiserstein als Baumaterial#Kaiserstein in Pressburg/Bratislava, eine Auswahl im 18. Jahrhundert
- 1756: Michaelerkolleg (barocker Gebäudekomplex bei der Michaelerkirche) für Andreas Högl. Lieferung sämtlicher Stiegenstufen, große Pfeiler und Gesims.
- 1774: Mannersdorfer Wüste, Damm des Fischteiches bei der St. Leopoldskapelle, Kosten 300 Gulden.

## Kaisersteinbrucher Familie
Im „Todesjahr 1829“ starben am selben Tag, dem 12. Mai 1829 Anton (40 Jahre) und Franz (34 Jahre), Söhne von Michael Gehmacher sen., am 7. Oktober dieser selbst (66 Jahre) und am 27. Dezember die Witwe Christina. Michael Gehmacher jun. wurde 43 Jahre alt und starb. 1847. Damit war die Familie Gehmacher in der männlichen Linie ausgestorben, der Name nicht mehr präsent. Der Stolz, eine geborene Gehmacherin zu sein, hat sich noch Jahrzehnte erhalten.

## Salzburger Familie
Alle in Salzburg genannten Gehmacher (bis in die Gegenwart) sind Nachkommen des Friedrich Gehmacher.

## Archivalien
- Wiener Stadt- und Landesarchiv: Steinmetzakten.
- Stift Heiligenkreuz Archiv: Kirchenbücher, Register.